# Moisés Suárez
Moisés Suárez Aldana (Ciudad Mante, 11 de agosto de 1945) é um ator mexicano, ficou conhecido por fazer vários trabalhos com Chespirito. O papel mais importante que Moisés fez foi Seu Cecilio no programa Chespirito (Clube do Chaves no Brasil); foi o último a integrar o elenco principal do programa. Ganhou grande destaque no Programa Chespirito e passou a gravar todos os quadros. Roberto Bolaños e Moisés foram amigos, a parceria dos dois durou muito tempo,tanto que Moises foi convidado para os demais projetos de Chespirito. Ficaram em cartaz com a peça 11 y 12 no México por muitos anos, que diversas vezes bateu recorde de bilheteria. Recentemente fez o Chaves em desenho animado com o papel de Professor Girafales.

## Carreira

### Telenovelas
- Yago (2016)
- Amor de barrio (2015) - Don Hermes
- Hasta el fin del mundo (2014–2015) - Manuel
- Qué pobres tan ricos (2013–2014) - Delegado
- Corazón indomable (2013) - Inspetor Suárez
- Qué bonito amor (2012) - Policial
- Una familia con suerte (2011) - Lamberto Valdivia
- Alma de hierro (2008) - Ortega
- Sueños y caramelos (2005) - Delfino
- Amy, la niña de la mochila azul (2004) - Lic. Benigno Calvillo
- Velo de novia (2003) - Demetrio Carillo
- Clase 406 (2002) - Arturo Ferreira Julines
- Así son ellas (2002) - Octavio
- Salomé (2001) - Lic. Germán Libore
- Carita de ángel (2001)
- Alguna vez tendremos alas (1997)
- La antorcha encendida (1996) - Arcebispo Lizana y Braismont
- Imperio de cristal (1994–1995) - Lic. Covarrubias
- El vuelo del águila (1994) - Padre Agustín Domínguez y Díaz
- Alcanzar una estrella (1990)

### Séries
- Como dice el dicho (2012) - Sr. Treviño
- El Chavo Animado (2009–2010) - Professor Girafales (voz)
- Hermanos y detectives (2009) - Carlos
- Mujeres asesinas (2009) - Don Chucho
- La nueva hija de los rivers (2008) - Arturo Lopez
- Secuestro (2008) - Ortega
- Sexo y otros secretos (2007) - Organizador
- Vecinos (2005-2008) - Arturo López
- El privilegio de mandar (2005) - Felipe Calderón
- Mujer, casos de la vida real (1996-2005)
- Camineiro (1997) - El professor
- Chespirito (1990–1995) - Seu Cecilio (Chaveco) e diversos personagens secundários.
- Milagro y magia (1991) - Camilo